# ШОСО „Вукашин Марковић” Крагујевац
Школа за основно и средње образовање „Вукашин Марковић” Крагујевац је основана 1969. године. Основна делатност школе је образовање деце ометене у развоју и деце са аутизмом.
Школа носи од 2003. године име Вукашина Марковића, дефектолога. Поред матичне школе постоје и издвојена одељења основне школе у насељу Ердоглија и при Основној школи „Мирко Павловић” у Крагујевцу.